# Donata Gottardi
Donata Gottardi, nome completo Donata Maria Assunta Gottardi (Verona, 17 ottobre 1950), è una politica italiana.
Laurea in economia, ordinaria di diritto del lavoro alla facoltà di giurisprudenza dell'Università di Verona e pro-rettore vicario dell'Università di Verona (2004-2006), è stata viceconsigliera nazionale di parità presso il Ministero del Lavoro (1995-2002), consigliere giuridico presso il Ministero della Solidarietà Sociale, consigliere giuridico presso il Ministero delle pari opportunità. È esponente dei Democratici di Sinistra.
Deputata del Parlamento europeo, subentrata nel maggio 2006 per la lista Uniti nell'Ulivo nella circoscrizione nord-est, dopo la rinuncia di Enrico Letta, nel frattempo nominato sottosegretario di Stato nel Governo Prodi II. Alle elezioni del 2004, Gottardi aveva ottenuto 61 000 preferenze.
È stata iscritta al gruppo del Partito Socialista Europeo.
È stata membro della Commissione per i problemi economici e monetari e della Delegazione per le relazioni con i paesi del Maghreb e l'Unione del Maghreb arabo (compresa la Libia).
Il 23 maggio 2007 è stata nominata tra i 45 membri del Comitato nazionale per il Partito Democratico che riunisce i leader delle componenti del futuro PD.
Nel 2009 non si è ricandidata alle elezioni per il Parlamento Europeo.